# Lasianobia lonchilis
Lasianobia lonchilis är en fjärilsart som beskrevs av Chen 1982. Lasianobia lonchilis ingår i släktet Lasianobia och familjen nattflyn. Inga underarter finns listade i Catalogue of Life.